# TU-Noord
TU-Noord is een buurt in Delft. Het is een van de vier Delftse beschermde stadsgezichten. Het gebied is gelegen direct ten zuiden van het Rijn-Schiekanaal en wordt beschouwd als een waardevol gebied
met bijzonder gebouwd en groen erfgoed, vele vooroorlogse TH-faculteitsgebouwen, rijksmonumenten en de Botanische tuin. Een deel van de wijk is een beschermd stadsgezicht.
TU-Noord valt onder de wijk Wippolder.

## Fotogalerij

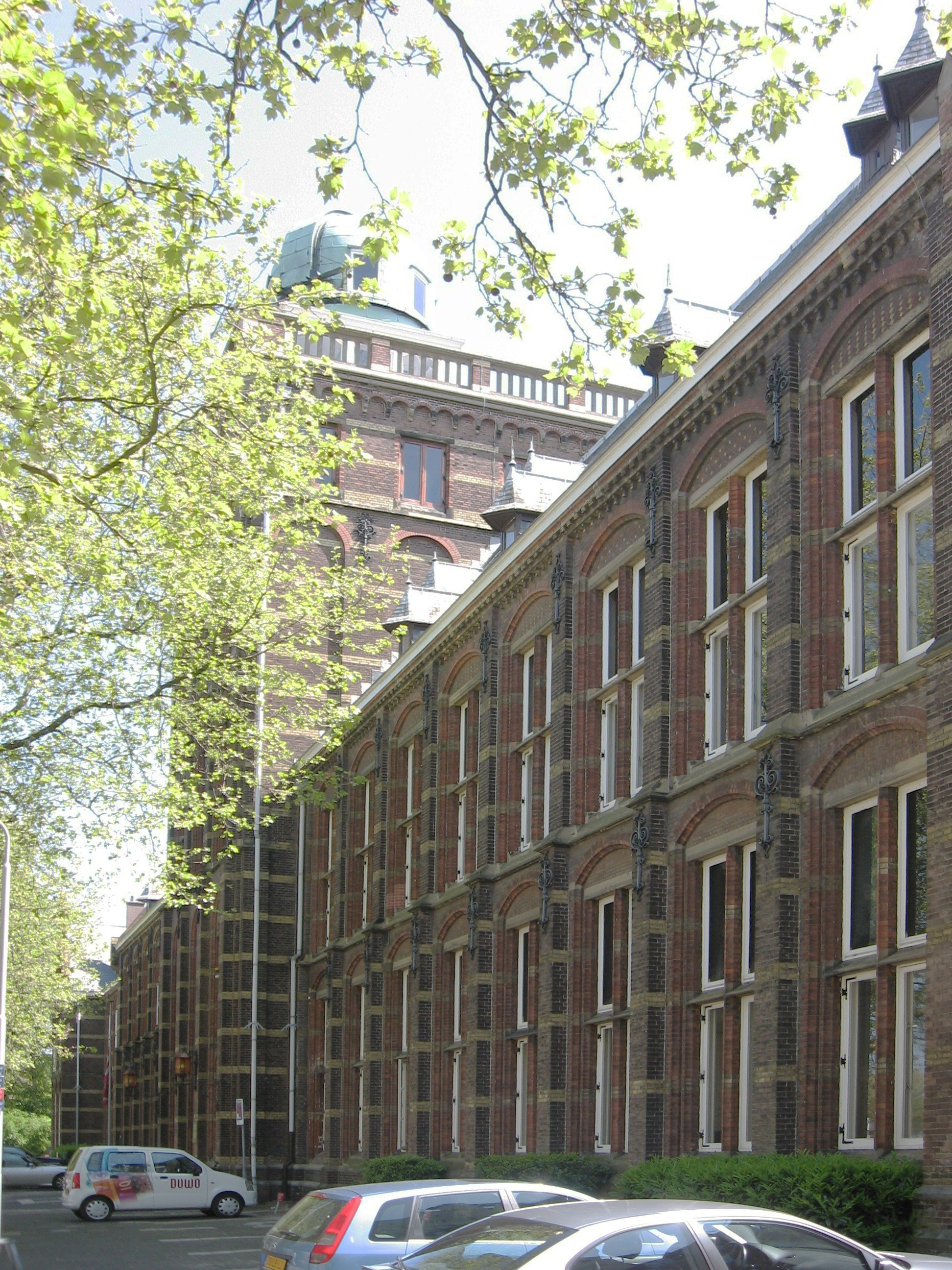
Gebouw voor Geodesie aan de Kanaalweg
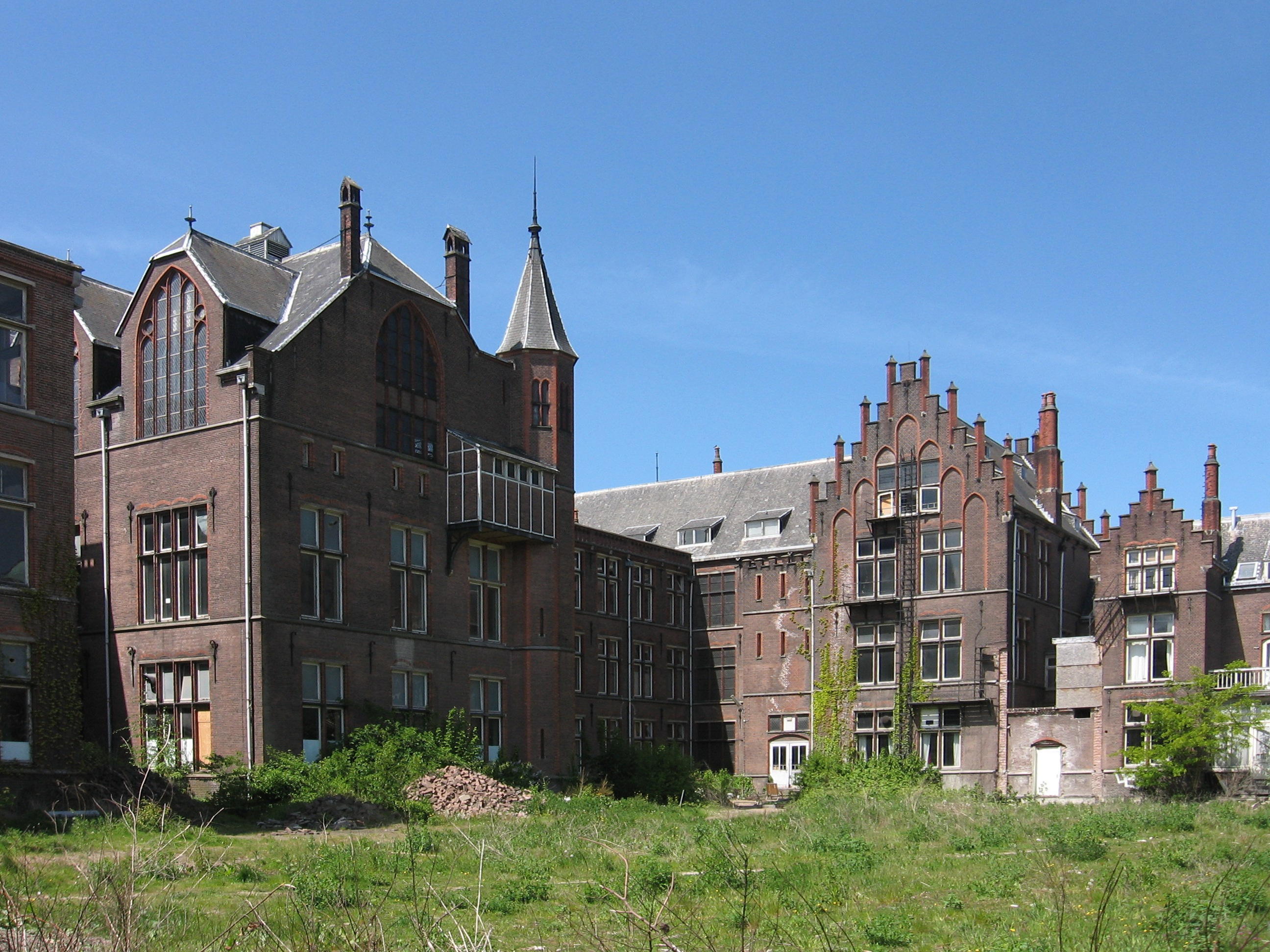
Voormalig Laboratorium van de Afdeling Physica en Electrotechniek
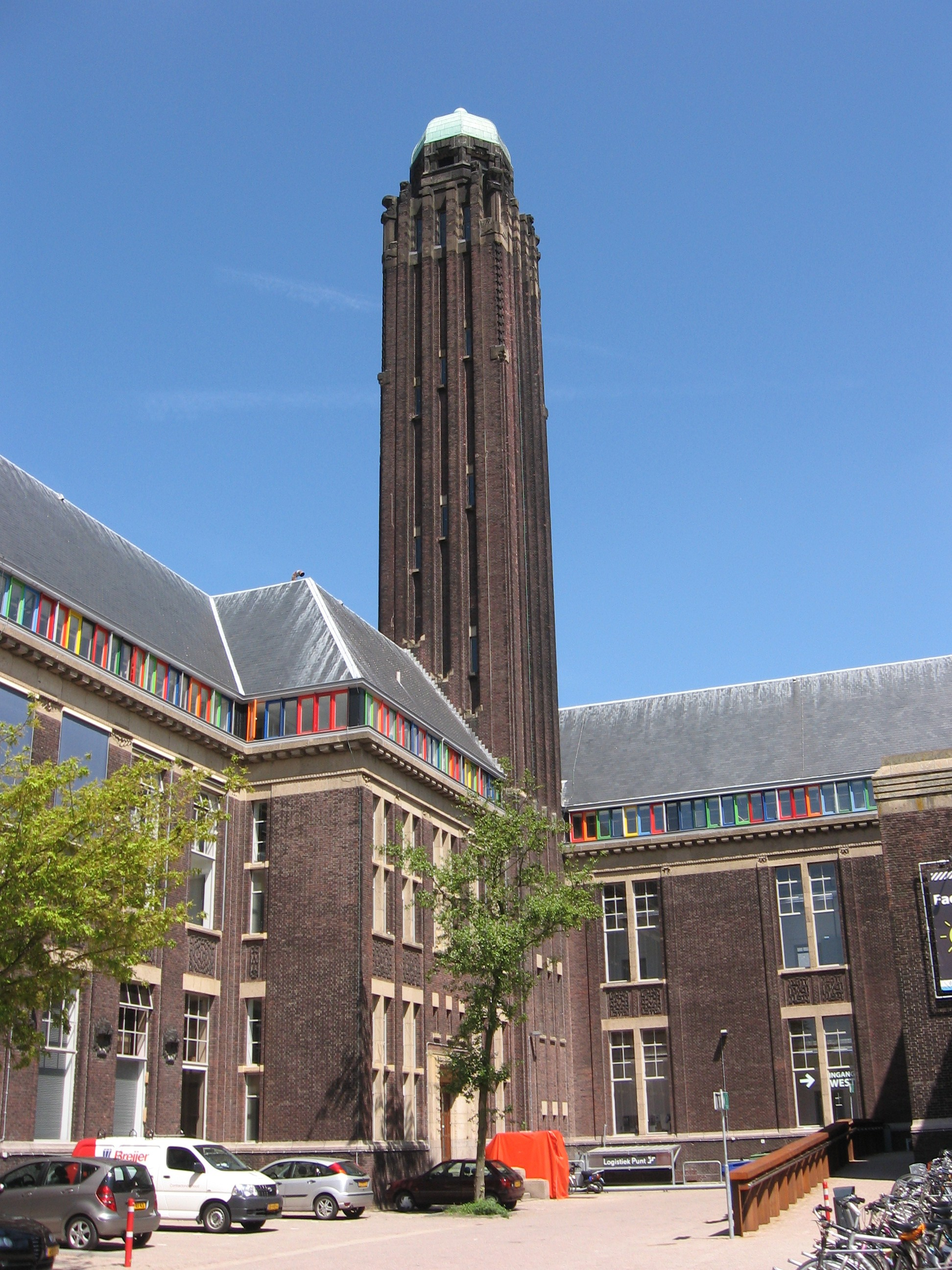
Toren van het voormalige universiteitsgebouw